# Katarzyna Sobierajska
Katarzyna Danuta Sobierajska (ur. 1 października 1971 w Warszawie) – polska działaczka turystyczna i urzędniczka państwowa, w latach 2008–2014 podsekretarz stanu w Ministerstwie Sportu i Turystyki.

## Życiorys
Absolwentka Szkoły Głównej Handlowej w Warszawie oraz polsko-holenderskiego studium podyplomowego z zakresu integracji europejskiej na Uniwersytecie Warszawskim i Maastricht University. Od 1995 do 2000 roku zatrudniona w Urzędzie Kultury Fizycznej i Turystyki jako kierowniczka Departamentu Promocji Turystyki. Później przeszła do Polskiej Organizacji Turystycznej, prowadząc Departament Promocji. Zarządzała Convention Bureau of Poland, zajmując się turystyką biznesową. 
5 lutego 2008 roku powołana na stanowisko podsekretarz stanu w Ministerstwie Sportu i Turystyki, odpowiedzialnego za turystykę. Opracowywała m.in. projekt (ostatecznie niepowołanego) Turystycznego Funduszu Gwarancyjnego. W 2010 bezskutecznie kandydowała do sejmiku mazowieckiego z ramienia Polskiego Stronnictwa Ludowego. Odwołana z funkcji 19 grudnia 2014.
Mężatka, ma dwie córki.